# Kroatiens herrlandslag i vattenpolo

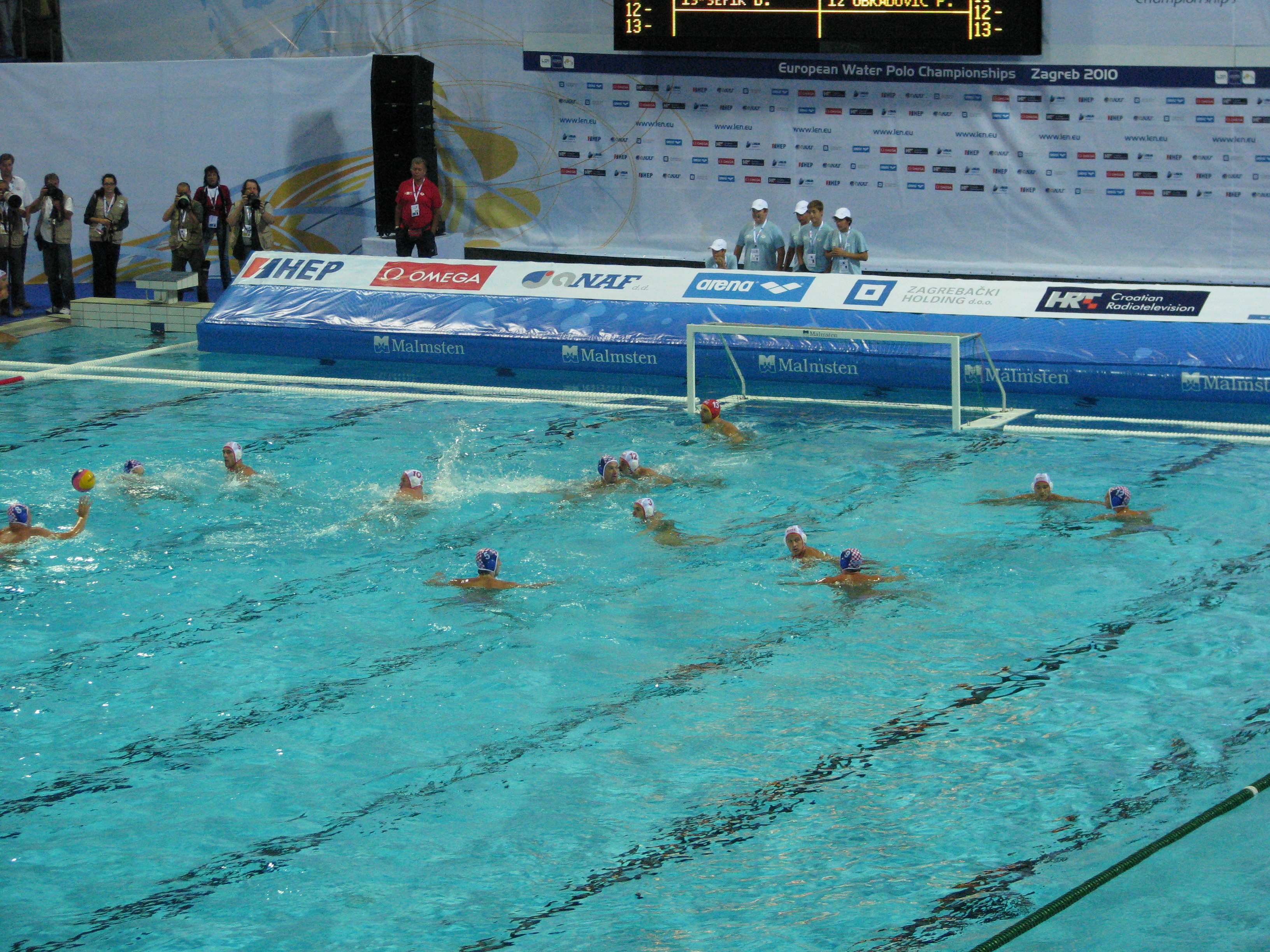
Kroatien-Montenegro vid Europamästerskapet 2010.

Kroatien herrlandslag i vattenpolo (kroatiska: Hrvatska vaterpolska reprezentacija) representerar Kroatien i vattenpolo på herrsidan. Laget tillhör världseliten, och blev världsmästare 2007. Man blev också Europamästare 2010 och olympiska mästare 2012. Laget kontrolleras av kroatiska vattenpoloförbundet.

### Fotnoter
1. ↑  Todor Krastev (19 mars 2007). ”Men Water Polo World Championship 2007 Melbourne (AUS) - 20.03-01.04 Winner Croatia” (på engelska). Sport Statistics. Arkiverad från originalet den 27 juni 2015. https://web.archive.org/web/20150627073654/http://todor66.com/Water_Polo/World/Men_2007.html. Läst 26 juni 2015.
2. ↑  Todor Krastev (19 mars 2010). ”Men Water Polo European Championship 2010 Rijeka (CRO) - 29.08-11.09 Winner Croatia” (på engelska). Sport Statistics. Arkiverad från originalet den 27 juni 2015. https://web.archive.org/web/20150627043307/http://todor66.com/Water_Polo/Europe/Men_2010.html. Läst 26 juni 2015.
3. ↑  Todor Krastev (19 mars 2012). ”Men Water Polo Olympic Games 2012 London (GBR) 29.07-12.08 Winner Croatia” (på engelska). Sport Statistics. Arkiverad från originalet den 28 november 2016. https://web.archive.org/web/20161128183101/http://www.todor66.com/Water_Polo/Olympic/Men_2012.html. Läst 26 juni 2015.